# Münchsmünster
Münchsmünster település Németországban, azon belül Bajorországban. Lakosainak száma 3218 fő (2023. december 31.). Münchsmünster Pförring, Neustadt an der Donau és Vohburg an der Donau községekkel határos.

## Népesség
A település népessége az elmúlt években az alábbi módon változott:
| Lakosok száma | 545  | 1515 | 1921 | 2312 | 2861 | 2922 | 3026 | 3011 | 3072 | 3218 |
|               | 1875 | 1950 | 1975 | 1987 | 2012 | 2014 | 2016 | 2017 | 2021 | 2023 |